# گون‌راک
دیوید جاماهل لیسنبی، معروف به گون‌راک، تهیه‌کننده، نوازنده، خواننده، ترانه‌سرا و رپر آمریکایی است. او در لس آنجلس، کالیفرنیا بزرگ شد، و در اوایل کار خودش را بر روی سبک هیپ هاپ متمرکز کرد و با هنرمندانی مانند دکتر دره، نی-یو، کانیه وست و جوونایل همکاری کرد. او کارش را در سبک تلفیق موسیقی باشگاهی برد. گون‌راک در آلبوم برای خراب کردن مهمانی متاسفم تعدادی از آهنگ‌های ال‌ام‌اف‌ای‌او را در ۲۰۱۱ ، از جمله آهنگ‌های معروف "سرود پارتی راک" و "سکسی و خودم می‌دانم " نوشت و تولید کرد.
در ۲۰۱۳ "گون‌راک" برای فیلم بلاک باستر بین‌المللی گتسبی بزرگ آهنگ "یک مهمانی کوچک کسی را نمی‌کشد (همه چیزی که ما داریم) با صدای فرگی و با حضور کیو-تیپ، نویسندگی و تولید کرد. در ۲۰۱۲ او برای جنیفر لوپز دو آهنگ، به نام‌های "لباس‌ها خاموش" و " تو رفتن " را نوشته و تهیه کرد. "تو رفتن" در ۲۰۱۲ در رتبه ۱ آهنگ‌های رقص باشگاهی بیلبورد آمریکا قرار گرفت.
او در ۲۰۱۵ و ۲۰۱۶ تعدادی تک آهنگ با نام خانوادگی «لیسنبی» منتشر کرد. این ترانه‌ها در آمریکا یا بریتانیا محبوب نبودند، اما در سایر نقاط اروپا موفقیت متوسطی داشتند.